# Komba rondská
Komba rondská (Galagoides rondoensis) je drobná poloopice, vyhynutím ohrožený druh rodu Galagoides. Je to endemit vyskytující se v částečně zalesněných náhorních plošinách Rondo a Makonde na východě africké Tanzanie. Přestože byly tyto komby zjištěny již roku 1950, jako samostatný druh byly rozeznány až roku 1996.

## Rozšíření
Žijí silně fragmentované ve dvou hlavních populačních skupinách vzdálených od sebe asi 400 km. Každá skupina se dělí do tří až čtyř podskupin, které žijí v od sebe oddělených fragmentech suchého lesa a křovin na ploše asi 100 km². Vyskytují se obvykle na východních svazích od moře se zvedajícího horského hřbetu, v nadmořských výškách od 100 do 900 m a od pobřeží ve vzdálenosti do 90 km. Výskyt mimo tato území nebyl zaznamenán.

## Popis
Komba rondská je nejmenším druhem ze všech komb a na prvý pohled se odlišuje svým ocasem delším než tělo, který bývá popisován jako kartáč na vymývání lahví, u mladých jedinců je načervenalý. V dospělosti komba měří bez ocasu asi 13 cm a váží jen do 70 g. Má uši s velkými a pohyblivými boltci a výrazné, velké oči umožňující noční vidění. Dlouhé a silné zadní nohy ji dovolují mohutné skoky, při kterých kormidluje ocasem.

## Chování
Je noční tvor, který den přespí skryt v dutinách stromů nebo v hnízdech postavených z větví v korunách. Pohybuje se převážně po stromech a hledá si potravu pomoci výborného zraku a sluchu, hlavně hmyz a jiné drobné živočichy. Je všežravec a žere také plody, květy a pupeny. Někdy slézá ze stromu a krmí se v jeho blízkosti, v křovinatém podrostu pak poskakuje jako klokan jen po zadních nohou a hledá potravu ve spadaném listí. Po stromech se pohybuje ve svislé poloze (vertikálním lpěním) nebo skákáním. Předpokládá se, že ročně vrhne jedno až dvě mláďata.
Tento řídce se vyskytující druh je málo prozkoumán a není mnoho zpráv o jeho chování a způsobu života.

## Ohrožení
Nebylo ještě provedeno celkové sčítání populace, přesto se předpokládá, že má klesající trend. Odvozuje se tak z postupného zužování životního prostředí, kdy jsou kácením a vypalováním zmenšovány zalesněné oblastí ve kterých žijí. Lesy jsou těženy pro stavební dřevo, palivo nebo k výrobě dřevěného uhlí a po okrajích jsou žďářeny pro rozšiřování polí, která nestačí uživit stále se zvětšující populaci místních obyvatel.
Komba rondská je považována za jednoho z 25 nejvíce ohrožených primátů a je Mezinárodním svazem ochrany přírody (IUCN) hodnocena jako kriticky ohrožený druh (CR). Byla zařazena i do přílohy č. I CITES.